# آدمیت

آدمیت نام یکی از مطبوعات استان فارس در دوران پهلوی اول است.
این روزنامه از سال ۱۳۰۵ خورشیدی به وسیله محمدحسین رکن‌زاده ملقب به آدمیت، در شیراز به چاپ رسیده است.